# Лара Арруабаррена
Лара Арруабаррена Вечіно (ісп. Lara Arruabarrena Vecino; нар. 20 березня 1992) — іспанська тенісистка. На юніорському рівні була фіналісткою Відкритого чемпіонату Франції 2010.
Перемоги в турнірах під егідою WTA здобувала на Copa Colsanitas Santander 2012 та Hansol Korea Open Tennis Championships 2016.
У парному розряді має 7 перемог у турнірах WTA, граючи з різними партнерками.

## Фінали турнірів WTA

### Одиночний розряд: 2
| Результат | №  | Дата            | Турнір                                          | Поверхня | Супротивниця      | Результат     |
| --------- | -- | --------------- | ----------------------------------------------- | -------- | ----------------- | ------------- |
| Перемога  | 1. | 19 лютого 2012  | Copa Sony Ericsson Colsanitas, Богота, Колумбія | Ґрунт    | Олександра Панова | 6–2, 7–5      |
| Перемога  | 2. | 25 вересня 2016 | Korea Open, Сеул, Південна Корея                | Хард     | Моніка Нікулеску  | 6–0, 2–6, 6–0 |

### Парний розряд: 12 (7 перемог, 5 поразок)
| Результат | №  | Дата            | Турнір                                           | Поверхня | Партнерка               | Суперниці                           | Рахунок                |
| --------- | -- | --------------- | ------------------------------------------------ | -------- | ----------------------- | ----------------------------------- | ---------------------- |
| Перемога  | 1. | 14 квітня 2013  | BNP Paribas Katowice Open, Катовіце, Польща      | Ґрунт    | Лурдес Домінгес Ліно    | Ралука Олару Валерія Соловйова      | 6–4, 7–5               |
| Перемога  | 2. | 12 квітня 2014  | Copa Colsanitas, Богота, Колумбія                | Ґрунт    | Каролін Гарсія          | Ваня Кінг Шанелль Схеперс           | 7–6(7–5), 6–4          |
| Перемога  | 3. | 21 вересня 2014 | Kia Korea Open, Сеул, Південна Корея             | Хард     | Ірина-Камелія Бегу      | Мона Бартель Манді Мінелла          | 6-3, 6-3               |
| Поразка   | 1. | 12 жовтня 2014  | Japan Women's Open, Осака, Японя                 | Hard     | Татьяна Малек           | Аояма Сюко Рената Ворачова          | 1-6, 2-6               |
| Перемога  | 4. | 28 лютого 2015  | Abierto Mexicano Telcel, Акапулько, Мексика      | Хард     | Марія Тереса Торро Флор | Андреа Главачкова Луціє Градецька   | 7–6(7–2), 5–7, [13–11] |
| Поразка   | 2. | 23 травня 2015  | Nürnberger Versicherungscup, Нюрнберг, Німеччина | Ґрунт    | Ралука Олару            | Чань Хаочін Анабель Медіна Гаррігес | 4–6, 6–7(5–7)          |
| Поразка   | 3. | 26 липня 2015   | Gastein Ladies, Бад-Гештайн, Австрія             | Ґрунт    | Луціє Градецька         | Данка Ковінич Штефані Фогт          | 6–4, 4–6, [3–10]       |
| Поразка   | 4. | 8 серпня 2015   | Citi Open, Вашингтон, США                        | Хард     | Андрея Клепач           | Белінда Бенчич Крістіна Младенович  | 5–7, 6–7(7–9)          |
| Перемога  | 5. | 27 вересня 2015 | Korea Open, Сеул, Південна Корея                 | Хард     | Андрея Клепач           | Кікі Бертенс Юганна Ларссон         | 2–6, 6–3, [10–6]       |
| Поразка   | 5. | 18 October 2015 | Hong Kong Open, Гонгконг                         | Хард     | Андрея Клепач           | Алізе Корне Ярослава Шведова        | 5–7, 4–6               |
| Перемога  | 6. | 17 квітня 2016  | Copa Colsanitas, Богота, Колумбія                | Ґрунт    | Татьяна Марія           | Габріела Се Андреа Гаміс            | 6–2, 4–6, [10–8]       |
| Перемога  | 7. | 17 липня 2016   | Ladies Championship Gstaad, Гштат, Швейцарія     | Ґрунт    | Ксенія Кнолль           | Анніка Бек Євгенія Родіна           | 6–1, 3–6, [10–8]       |